# Kriegerdenkmal Piethen

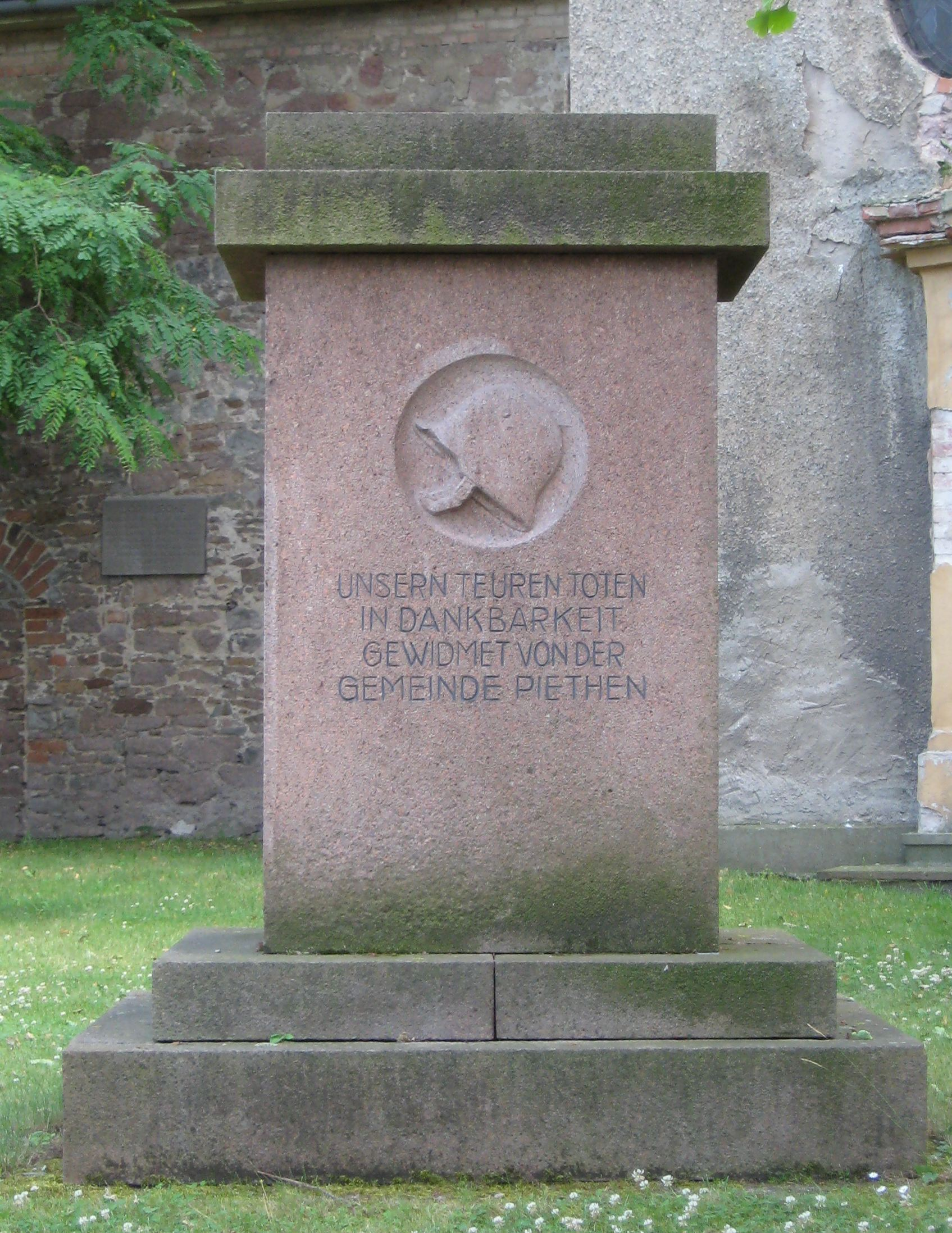
Das Kriegerdenkmal in Piethen in der Nähe der Kirche

Das Kriegerdenkmal Piethen ist ein denkmalgeschütztes Kriegerdenkmal im Ortsteil Piethen der Stadt Südliches Anhalt in Sachsen-Anhalt. Im örtlichen Denkmalverzeichnis ist es mit der Erfassungsnummer 094 70220 als Baudenkmal verzeichnet.

## Allgemeines
Das Kriegerdenkmal in Piethen steht nördlich der Kirche des Ortes auf dem Friedhofsgelände. Es handelt sich dabei um eine Stele, auf einem zweistufigen Sockel, zur Erinnerung an die Gefallenen des Ersten Weltkriegs. Die Stele enthält eine Inschrift und die Namen der gefallenen Soldaten. Über der Inschrift befindet sich das Relief eines Soldatenhelms. In unmittelbarer Nähe steht das Völkerschlachtdenkmal von Piethen.

## Inschriften

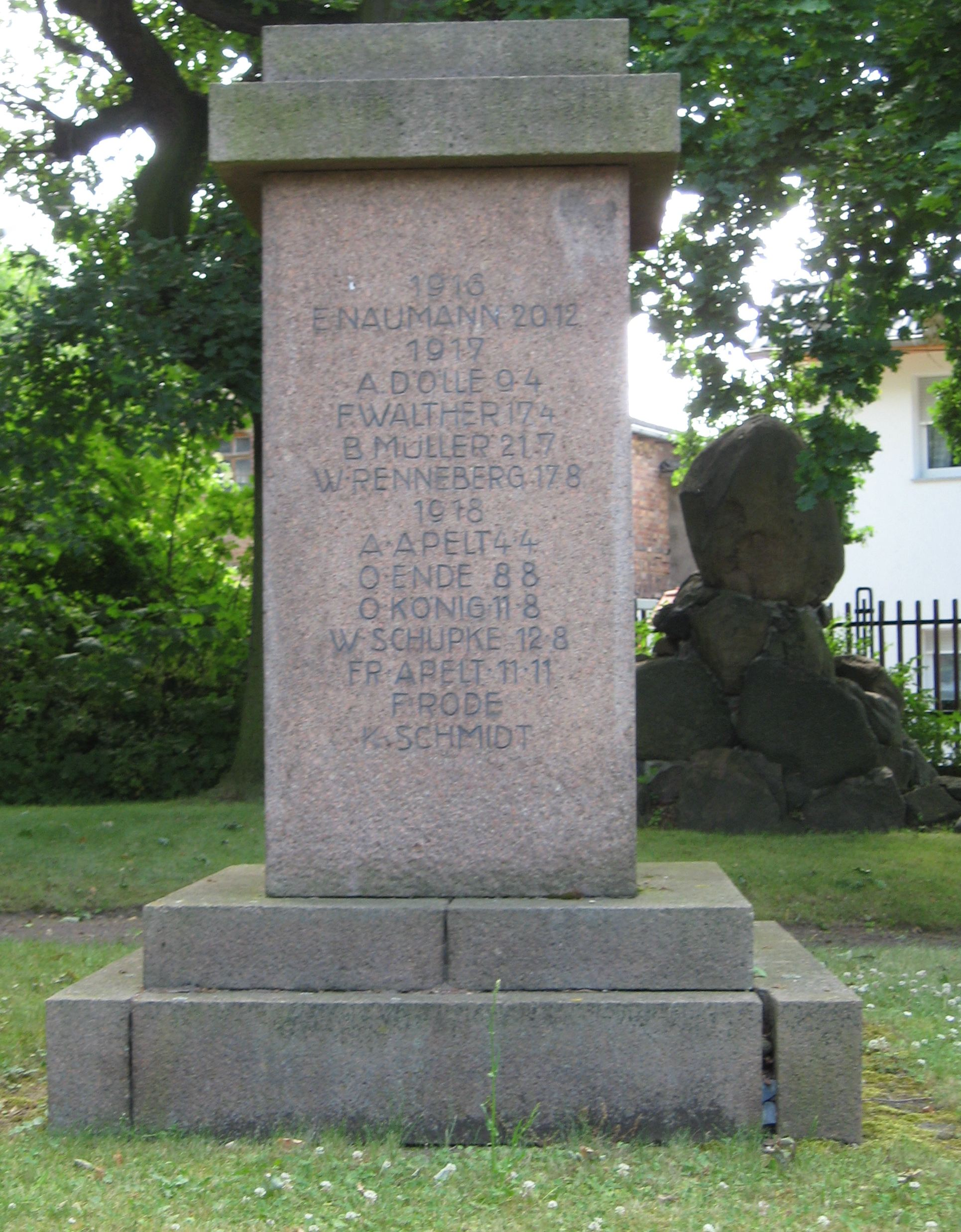
Ostseite des Denkmals

Vorderseite:
Westseite:
Ostseite: